# Circuito Permanente del Jarama
Het Circuito Permanente del Jarama (Permanente circuit van Jarama) is een 3,404 km lang racecircuit in San Sebastián de los Reyes waar negen Formule 1 races gehouden zijn voor de Grand Prix van Spanje.
Het circuit is ontworpen door de Nederlander Hans Hugenholtz, die ook Zolder en Suzuka ontworpen heeft, en is gebouwd door Alessandro Rocci in 1967 ten noorden van Madrid. Het heeft een kort recht stuk, is erg smal en heeft hoekige bochten waardoor inhalen zeer moeilijk was, wat aangetoond werd door Gilles Villeneuve door de race van 1981 te winnen met vier auto’s achter hem die zeker sneller waren.
De laatste Formule 1 race op Jarama was in 1981, georganiseerd door Alessandro Rocci maar werd toen te klein geacht voor moderne races. Vandaag de dag worden er nog steeds auto- en motorraces gehouden. Zo is het circuit vanaf het seizoen 2025-2026 gastheer van de ePrix van Madrid in de Formule E.

## Formule 1 historie
Races die geen deel uitmaakten van de Formule 1 hebben een roze achtergrond.
| Jaar | Datum       | Winnende coureur   | Winnende constructeur | Raceverslag |
| ---- | ----------- | ------------------ | --------------------- | ----------- |
| 1981 | 21 juni     | Gilles Villeneuve  | Ferrari               | Raceverslag |
| 1980 | 1 juni      | Alan Jones         | Williams-Cosworth     | Raceverslag |
| 1979 | 29 april    | Patrick Depailler  | Ligier-Ford           | Raceverslag |
| 1978 | 4 juni      | Mario Andretti     | Lotus-Ford            | Raceverslag |
| 1977 | 8 mei       | Mario Andretti     | Lotus-Ford            | Raceverslag |
| 1976 | 2 mei       | James Hunt         | McLaren-Ford          | Raceverslag |
| 1974 | 28 april    | Niki Lauda         | Ferrari               | Raceverslag |
| 1972 | 1 mei       | Emerson Fittipaldi | Lotus-Ford            | Raceverslag |
| 1970 | 19 april    | Jackie Stewart     | March-Ford            | Raceverslag |
| 1968 | 12 mei      | Graham Hill        | Lotus-Ford            | Raceverslag |
| 1967 | 12 november | Jim Clark          | Lotus-Ford            | Raceverslag |